# Lady

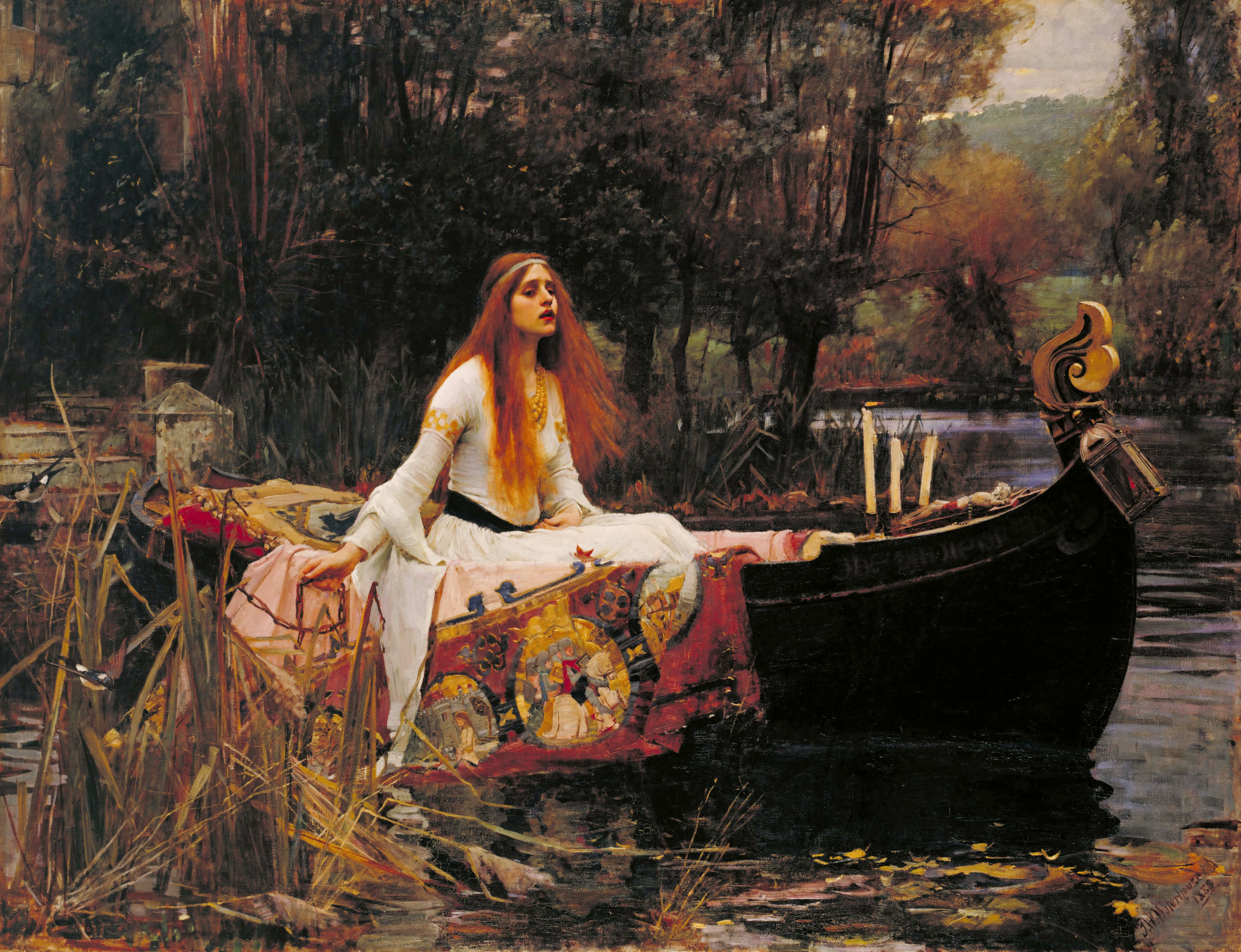
The Lady of Shalott (John William Waterhouse 1888)

Lady ([ˈlɛɪ̯di] englisch für „Herrin“, von altenglisch hlæfdige eigentlich „Brotkneterin, Brotmacherin“) bezeichnet ursprünglich eine adelige oder vornehme Frau. Lady ist im Vereinigten Königreich die Anrede für die Ehefrau eines Lords, Baronets oder Knights (Ritter), in bestimmten Fällen auch für die Töchter eines Peers (siehe Höflichkeitstitel) oder für eine Peeress eigenen Rechts. Früher war es der Titel der englischen Königin und der Prinzessinnen.
Die männliche Variante ist Lord oder Sir.
Später wurde die Bezeichnung ähnlich wie Gentleman insbesondere im Plural für alle Stände gebräuchlich (etwa in der Anrede „[Dear] Ladies and Gentlemen“ oder in Form von Geschlechterbezeichnungen etwa auf Toilettentüren). Auch die Singularbezeichnung gilt mittlerweile in der englischen Sprache für eine höfliche – bisweilen auch altmodische – Anrede für eine Frau allgemein.

## Etymologie
Im Englischen wird Lady (englisch lady, mengl. lavedi, aengl. hlǣfdīge ‚Haus-, Schlossherrin, Königin‘, eigentlich ‚Brotkneterin‘, später ‚Herrin, deren Brot einer isst‘) als Titel oder Anrede einer adeligen Frau, aber auch für Frau oder Dame im Allgemeinen verwendet. Es handelt sich dabei um eine Zusammensetzung von aengl. hlāf ‚Brot‘ (vgl. Laib) mit einem wohl aus dem urgermanischen *deigjōn ‚Teigkneterin‘ hervorgegangenen Grundwort, das wie aengl. dǣge ‚Kneterin des (Brot)teigs, Bäckerin‘ zu urgermanisch *digan ‚kneten‘ (vergleiche Teig) gebildet ist. Im Deutschen wurde die Bezeichnung Lady im 18. Jahrhundert eingeführt, im 19. Jahrhundert auch in Form von Attributen wie ladylike (‚nach Art einer Lady‘). Im 20. Jahrhundert etablierte sich im Deutschen aus dem amerikanischen Englisch auch die Bezeichnung First Lady.
Im Englischen ist Lady auch ein Titel für die Mutter Jesu Maria, etwa in der Form „(Our) Lady’s“. So wird er für kirchliche Feiertage wie den Lady Day (Verkündigung des Herrn) oder für Tier-, Pflanzen- oder Ortsnamen verwendet. Ein bekanntes Beispiel ist etwa ladybug oder auch ladybird für den Marienkäfer.